# 슈나이더 트로피

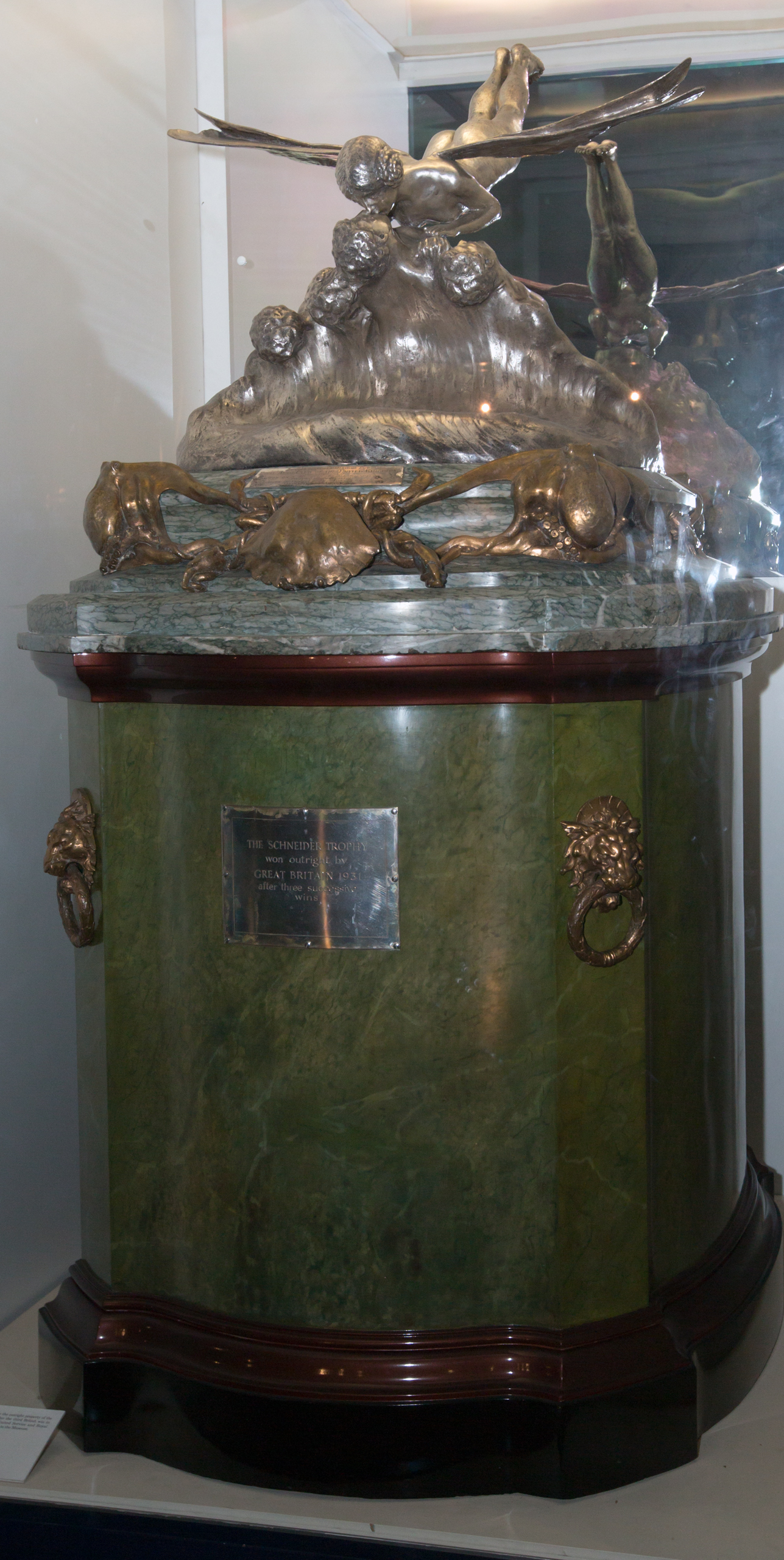
과학박물관에 전시된 슈나이더 트로피

슈나이더 트로피(영어: Schneider Trophy)는 수상 비행기와 비행 보트 경주에서 우승자에게 수여되는 트로피였다. 런던 사우스켄싱턴에 있는 과학박물관에서 개최되었다.
1912년 프랑스의 금융가이자 열기구 조종사, 항공기 애호가인 자크 슈나이더가 발표한 이 대회는 약 1,000파운드의 상금을 제공했다. 이 경기는 1913년과 1931년 사이에 12번 열렸다. 이 경기는 민간 항공의 기술적 발전을 장려하기 위한 것이었지만 삼각형 코스를 280km(170마일)씩 돌며 순수한 속도를 겨루는 대회로 바뀌었고 나중에는 350km(220마일)로 확장되었다. 경기는 시간 대회로 진행되었으며 항공기는 보통 15분 간격으로 개별적으로 출발했다. 경기는 매우 인기가 많았고 일부 경기는 20만 명이 넘는 관중을 모았다.